# Psychopathic Rydas
Psychopathic Rydas est un supergroupe de gangsta rap américain, originaire de Détroit, dans le Michigan. Formé en 1999, le groupe est signé sur le label Joe & Joey Records et regroupe plusieurs artistes du label Psychopathic Records tels Insane Clown Posse, Twiztid, Blaze Ya Dead Homie, et Boondox. 

## Biographie

### Débuts et premier album
En 1999, le groupe Insane Clown Posse (ICP) lance le projet d'un supergroupe de gangsta rap regroupant les artistes de Psychopathic Records. L'objectif est de reprendre illégalement des musiques d'autres artistes et de changer les paroles. Pour cela, le label Joe & Joey Records est créé par ICP en dehors de Psychopathic Records. Il leur permet de réutiliser illégalement les titres d'autres artistes sans créer de problèmes judiciaires pour Psychopathic Records. Sur scène, les Rydas sont habillés en gangsters[non neutre].
Le premier album, Dumpin', est publié le 18 avril 2000. Le supergroupe se compose alors de Bullet (Joseph Bruce alias « Violent J » dans le groupe Insane Clown Posse), Full Clip (Joseph Utsler alias « Shaggy 2 Dope » dans le groupe Insane Clown Posse), Foe Foe (Paul Methric alias « Monoxide Child » dans le groupe Twiztid), Lil' Shank (Jamie Spaniolo alias « Jamie Madrox » dans le groupe Twiztid), Cell Block (Chris Rouleau alias Blaze Ya Dead Homie) et Twin Gats (Nene Encarnacion alias « Myzery »). Myzery quitte ensuite Psychopathic, et ne participe pas aux autres albums. À la base, l'album doit être distribué gratuitement à 5 000 exemplaires avec la compilation Psychopathics From Outer Space Volume 1, publié le 18 avril 2000. Pour obtenir un exemplaire, les fans (Juggalos) doivent répondre correctement à une série de questions présentes dans la pochette de l'album The Amazing Jeckel Brothers des Insane Clown Posse. Ils peuvent ainsi obtenir un numéro de téléphone. En appelant, ils tombent sur un message de Violent J qui donne le lieu et la date de la distribution. Cependant, l'affluence est telle que la distribution doit être annulée. Le groupe décide finalement de vendre les deux albums à plus de 5 000 exemplaires pour satisfaire la demande des Juggalos[réf. nécessaire].
Le supergroupe monte sur scène pour la première fois lors de la Big Balla's Christmas Party de 1999[réf. nécessaire]. Le supergroupe n'accueille pas de nouveau membre pour remplacer Myzery.Le 3 juillet 2001, il publie son deuxième album intitulé Ryden Dirtay, et se produit sur scène pour la tournée The Gathering of the Juggalos en 2002. Un CD avec trois chansons des Pyschopathic Rydas est donné en 2001 pour l'achat du numéro 7 de la bande dessinée The Pendulum illustrant le Dark Carnival. Les chansons sont What Rydas Do for Money par Full Clip, Who Wanna Flex et I Don't Wanna Die par Bullet. Lil' Shank enregistre également la chanson The Game Ain't No Love mise gratuitement en ligne. Un album solo de Lil' Shank est d'ailleurs annoncé mais le projet est finalement abandonné[réf. nécessaire].

### DepuisCheck Your Shit in Bitch!
Le troisième album du groupe intitulé Check Your Shit in Bitch! est publié à la tournée The Gathering of the Juggalos de 2004. Le groupe intègre deux nouveaux membres : Sawed Off (James Lowery alias Anybody Killa) et Converse (Rashaam Attica Smith alias Esham), tous deux signés sur Psychopathic Records. Ces deux nouveaux membres quittent ensuite le label et le groupe Psychopathic Rydas. Un EP, sans titre, de quatre chansons est vendu uniquement à The Gathering of the Juggalos de 2004. Il comporte les chansons Scrimps (présente sur Check Your Shit In Bitch!), Sleep Wit the Fishes, Rydas Don't Dance et No Luv. En 2007, pour le quatrième album intitulé Duk Da Fuk Down, le groupe intègre un nouveau membre, Yung Dirt (David Hutto alias Boondox, nouveau venu sur Psychopathic Records). Un clip est réalisé pour la chanson Duk Da Fuk Down. Pour Noël 2007, le supergroupe donne un CD aux Juggalos lors de la Big Ballas Christmas Party 2007. Le CD contient la chanson A Ryda Holiday.
Initialement, un seul album intitulé Eat Shit N Die était prévu en 2011 et devait être disponible pour The Gathering of the Juggalos de 2011. Anybody Killa réintègre Psychopathic Records, et rejoint de nouveau le groupe Psychopathic Rydas en tant que Sawed Off pour ce nouvel album. Finalement, ce sont deux albums que les Psychopathic Rydas présentent au Gathering of the Juggalos : un LP intitulé Eat Shit N Die et un EP de cinq titres intitulé Backdoor Ryda.

## Discographie

### Albums studio
- 2000 : Dumpin'
- 2001 : Ryden Dirtay
- 2004 : Check Your Shit In Bitch!
- 2007 : Duk Da Fuk Down
- 2011 : Eat Shit N Die

### EPs
- 2004 : Untitled
- 2011 : Backdoor Ryda!

### Chansons
- 1999 : R-U-A Ryda et Who? sur l'album Dumpin' et la compilation Psychopathics From Outer Space Volume 1
- 2001 : The Game Ain't No Love, titre de Lil' Shank mis en téléchargement gratuit sur internet
- 2001 : What Rydas Do for Money interprétée par Full Clip et Who Wanna Flex et I Don't Wanna Die interprétées par Bullet sur l'album Pendulum #7 Single
- 2007 : A Ryda Holiday sur un CD distribué gratuitement aux Juggalos pour la Big Ballas Christmas Party 2007

### Clip
- 2007 : Duk Da Fuk Down